# Barrio de San Juan, Puebla
Barrio de San Juan är en ort i Mexiko.   Den ligger i kommunen Quimixtlán och delstaten Puebla, i den sydöstra delen av landet, 210 km öster om huvudstaden Mexico City. Barrio de San Juan ligger 2 120 meter över havet och antalet invånare är 212.
Terrängen runt Barrio de San Juan är kuperad österut, men västerut är den bergig. Runt Barrio de San Juan är det ganska glesbefolkat, med 36 invånare per kvadratkilometer. Närmaste större samhälle är Tlanalapan, 13,6 km väster om Barrio de San Juan. I omgivningarna runt Barrio de San Juan växer huvudsakligen savannskog.